# Battaglia di Mühldorf
La battaglia di Mühldorf, detta anche battaglia di Ampfing, fu combattuta il 28 settembre 1322 tra il ducato di Baviera e il ducato d'Austria. I bavaresi, forti di 1800 uomini, furono guidati da Luigi IV di Baviera (o Ludovico il Bavaro), mentre gli austriaci (1400 uomini) furono guidati da suo cugino Federico I (il Bello) d'Austria della famiglia degli Asburgo. La battaglia non andò bene per gli austriaci. Furono sconfitti, e più di 1300 nobili austriaci e salisburghesi furono catturati, tra i quali lo stesso Federico I.